# Pérenchies
Pérenchies é uma comuna francesa na região administrativa de Altos da França, no departamento de Nord. Estende-se por uma área de 3,03 km². Em 2010 a comuna tinha 8 454 habitantes (densidade: 2 790,1 hab./km²).